# Eastern Professional Basketball League 1964-1965
La stagione EPBL 1964-65 fu la 19ª della Eastern Professional Basketball League. Parteciparono 7 squadre in un unico girone.
Rispetto alla stagione precedente i Williamsport Billies scomparvero.

## Squadre partecipanti
- Allentown Jets
- Camden Bullets
- Scranton Miners
- Sunbury Mercuries
- Trenton Colonials
- Wilkes-B. Barons
- Wilmington B.B.

## Classifica
| Squadra                 | V  | P  | %    | GB |
| ----------------------- | -- | -- | ---- | -- |
| Camden Bullets          | 14 | 14 | 50,0 | 6  |
| Sunbury Mercuries       | 17 | 11 | 60,7 | 1  |
| Scranton Miners         | 17 | 11 | 60,7 | 1  |
| Allentown Jets          | 16 | 12 | 57,1 | 2  |
| Wilmington Blue Bombers | 12 | 16 | 42,9 | 6  |
| Wilkes-Barre Barons     | 11 | 17 | 39,3 | 7  |
| Trenton Colonials       | 7  | 21 | 25,0 | 11 |

## Play-off

### Semifinali
|  | Camden Bullets | 124 – 121 | Allentown Jets |  |

|  | Allentown Jets | 139 – 130 | Camden Bullets |  |

|  | Allentown Jets | 130 – 126 (d.1t.s.) | Camden Bullets |  |

|  | Sunbury Mercuries | 124 – 123 | Scranton Miners |  |

|  | Scranton Miners | 137 – 129 | Sunbury Mercuries |  |

|  | Scranton Miners | 123 – 121 | Sunbury Mercuries |  |

### Finale
|  | Scranton Miners | 128 – 126 | Allentown Jets |  |

|  | Allentown Jets | 142 – 133 | Scranton Miners |  |

|  | Allentown Jets | 131 – 111 | Scranton Miners |  |

### Tabellone
|  | Semifinali | Semifinali | Semifinali |          |           | Finale    | Finale | Finale |  |
|  |            |            |            |          |           |           |        |        |  |
|  | 1          | Camden     | 1          |          |           |           |        |        |  |
|  | 1          | Camden     | 1          |          |           |           |        |        |  |
|  | 4          | Allentown  | 2          |          |           |           |        |        |  |
|  | 4          | Allentown  | 2          |          | Allentown | Allentown | 2      |        |  |
|  |            |            |            |          | Allentown | Allentown | 2      |        |  |
|  |            |            | Scranton   | Scranton | 1         |           |        |        |  |
|  | 3          | Scranton   | Scranton   | Scranton | 1         | 2         |        |        |  |
|  | 3          | Scranton   |            |          |           |           |        |        |  |
|  | 2          | Sunbury    | 1          |          |           |           |        |        |  |

## Vincitore
| Campione EPBL 1965         |
| -------------------------- |
| Allentown Jets (3º titolo) |

## Premi EPBL
- EPBL Most Valuable Player: Walt Simon, Allentown Jets
- EPBL Rookie of the Year: Swish McKinney, Wilmington Blue Bombers